# Edwin Cheruiyot Soi
Edwin Cheruiyot Soi (Kericho, 3 maart 1986) is een Keniaanse atleet, die zich heeft toegelegd op de lange afstanden. Hij nam tweemaal deel aan de Olympische Spelen en veroverde daar een bronzen medaille.

## Loopbaan
De eerste internationale successen van Soi kwamen in 2006, toen hij in Fukuoka met Kenia de landenwedstrijd op de korte afstand won tijdens de wereldkampioenschappen veldlopen. Een jaar later won hij met Kenia de landenwedstrijd op de lange afstand.
Ook op de baan ging Soi resultaten boeken. In 2006 won hij twee zilveren medailles op de wereldatletiekfinale, in 2007 won hij tweemaal goud, in 2008 goud en zilver en ten slotte in 2009 een keer brons.
Soi kwam voor Kenia uit op de Olympische Spelen van 2008 in Peking en behaalde daar een derde plaats op de 5000 m, achter winnaar Kenenisa Bekele en landgenoot Eliud Kipchoge. Op de Olympische Zomerspelen 2012 in Londen sneuvelde hij nog voor de finale van de 5000 m.
Zijn beste resultaat boekte Edwin Cheruiyot Soi in 2010, toen hij in Nairobi kampioen van Afrika werd op de 5000 m.

## Titels
- Afrikaans kampioen 5000 m - 2010

## Persoonlijke records
Baan
| Onderdeel   | Prestatie | Datum            | Plaats  |
| ----------- | --------- | ---------------- | ------- |
| 1500 m      | 3.40,52   | 6 oktober 2013   | Fossano |
| 3000 m      | 7.27,55   | 6 mei 2011       | Doha    |
| 2 Eng. mijl | 8.14,10   | 4 juli 2011      | Oregon  |
| 5000 m      | 12.51,34  | 19 juli 2013     | Monaco  |
| 10.000 m    | 27.14,83  | 25 augustus 2006 | Brussel |

Weg
| Onderdeel      | Prestatie | Datum           | Plaats    |
| -------------- | --------- | --------------- | --------- |
| 10 km          | 27.46     | 1 mei 2006      | Marseille |
| halve marathon | 1:00.58   | 27 oktober 2019 | Valencia  |

Indoor
| Onderdeel | Prestatie | Datum            | Plaats    |
| --------- | --------- | ---------------- | --------- |
| 3000 m    | 7.29.94   | 12 februari 2012 | Karlsruhe |

## Palmares

### 3000 m
- 2006:  Wereldatletiekfin. te Stuttgart - 7.39,25
- 2007:  Wereldatletiekfin. te Stuttgart - 7.48,81
- 2008: 4e WK indoor - 7.51,60
- 2008:  Wereldatletiekfin. te Stuttgart - 8.03,55
- 2009: 7e Wereldatletiekfin. te Tessaloniki - 8.06,69
- 2012:  WK indoor - 7.41,78

### 5000 m
- 2006:  Wereldatletiekfin. - 13.49,45
- 2007:  Wereldatletiekfin. - 13.38,16
- 2008:  OS - 13.06,22
- 2008:  Wereldatletiekfin. - 13.22,81
- 2009:  Wereldatletiekfin. - 13.29,76
- 2010:  Afrikaanse kamp. te Nairobi - 13.30,46
- 2010: 4e Continental Cup te Split - 13.59,04
- 2012: 6e in series OS - 13.27,06

### 10 km
- 2007:  BOclassic - 28.51
- 2008:  BOclassic - 28.56
- 2009:  BOclassic - 28.45
- 2011:  BOclassic - 28.16
- 2011:  Corrida van Houilles - 28.17

### halve marathon
- 2019: 18e halve marathon van Lissabon - 1:01.25
- 2019: 14e halve marathon van Valencia - 1:00.58

### marathon
- 2022: 6e marathon van Wenen - 2:09.10

### veldlopen
- 2006: 8e WK veldlopen korte afstand (+  in landenklass.) - 11.06
- 2007: 9e WK veldlopen lange afstand (+  in landenklass.) - 37.27

### Golden League en Diamond League-podiumplekken
- 2006:  5000 m Meeting Gaz de France –12.52,40
- 2007:  3000 m Weltklasse Zürich – 7.39,02
- 2008:  3000 m Meeting Gaz de France – 7.36,71
- 2009:  5000 m Weltklasse Zürich – 12.55,03
- 2011:  3000 m Qatar Athletic Super Grand Prix – 7.27,26
- 2011:  2 Eng. mijl Prefontaine Classic – 8.14,10
- 2013:  5000 m Prefontaine Classic – 13.04,75
- 2013:  5000 m Herculis – 12.51,34
- 2014:  5000 m Prefontaine Classic – 13.04,92
- 2014:  5000 m Meeting Areva – 12.59,82
- 2014:  5000 m Glasgow Grand Prix – 13.13,52
- 2015:  5000 m Prefontaine Classic – 13.11,97
- 2015:  5000 m Athletissima – 13.17,17